# Грам, Грегерс
Грегерс Винтер Вульфсберг Грам MC MM (норв. Gregers Winther Wulfsberg Gram; 15 декабря 1917, Осло — 13 ноября 1944, там же) — деятель норвежского Движения Сопротивления, фенрик (второй лейтенант) 1-й отдельной норвежской роты. Участник диверсионных операций «Мардоний» и «Пучок» на территории Норвегии.

## Ранние годы
Родился 15 декабря 1917 года в районе Осло Вестре Акер. Отец — Харальд Грам (1887—1961), магистрат Осло, депутат Парламента Норвегии в 1928—1936 годах. Мать — Ингрид Сёндеролль (1888—1969). Дед по отцовской линии — Грегерс Грам-старший, премьер-министр Норвегии в эпоху шведско-норвежской унии, губернатор Хедмарка.
Грегерс сдал выпускные школьные экзамены в 1938 году. Не сдав с первого раза экзамены в университет Осло, он отучился в летнем и зимнем специальных учебных лагерях (норв. rekruttskole), прежде чем поступил в 1940 году на факультет права. В возрасте 20 лет он был членом правления отделения движения Молодых консерваторов в районе Уллерн, а также возглавлял отделение этого движения в районе Вестстрёкет. В довоенные годы Грегерс также был активным деятелем спортивного клуба «Ньёрд», будучи его председателем в 1938—1939 годах.

## Во время войны
После вторжения немецких войск в Норвегию 9 апреля 1940 года Грегерс вступил добровольцем в армию, приняв участие в нескольких сражениях против немецких войск, а после капитуляции Норвегии стал заниматься распространением антинемецких листовок. Летом 1941 году он вынужден был покинуть Норвегию, уйдя на территорию Швеции, а оттуда он отправился в Великобританию через Советский Союз, застав нападение Германии на СССР. Вскоре он всё же добрался до Великобритании и стал сотрудником Управления специальных операций, пройдя курс подготовки бойца в составе 1-й отдельной норвежской роты Мартина Линге.
12 марта 1943 года капрал Грегерс Грам и его сослуживец Макс Манус были заброшены в Осло и приступили к реализации операции «Мардоний». Во время операции Манус заболел пневмонией, и Грам принял на себя все обязательства по проведению операции и оказанию медицинской помощи. 28 апреля стараниями Грама были затоплены два корабля «Ортельсбург» и «Тугела» Диверсия проводилась ночью, но тогда было очень светло, и от самих лодок исходило достаточно сильное свечение. После проведения операции Грам и Манус, поговорив с местными жителями и составив «отчёт» о ситуации в стране, отправили его в Лондон.
Грам был награждён Воинской медалью за успешно проведённую операцию «Мардоний», а летом получил норвежский Военный крест с мечом из рук короля Хокона VII. Награждение состоялось в учебном центре Управления специальных операций у моста Нети (графство Инвернессшир, ныне область Хайленд). На той же церемонии свои Военные кресты с мечами получили Иоахим Рённеберг и Йенс Антон Поулссон как участники атаки на заводы по производству тяжёлой воды в Веморке. На церемонии награждения присутствовали кронпринц Улаф, министр обороны Оскар Торп и командующий вооружёнными силами Норвегии Вильгельм фон Танген Ханстеен.
В октябре 1943 года Грегерс Грам, Макс Манус, Эйнар Ювен и К. Ф. Виборг вернулись в Норвегию для проведения второй операции «Пучок» по уничтожению германских кораблей. Операция прошла в канун Рождества, но потерпела неудачу. В дальнейшем Грам в составе саботажной группы «отряд Осло», возглавляемой Гуннаром Сёнстебю, принял участие в нескольких диверсиях. Он занимался не только диверсиями, но и «чёрной» пропагандой в рамках операции «Дерби», распространяя среди немцев антифашистские листовки и публикуя воззвания в подпольной прессе. 12 марта 1944 года в автобусном парке района Корсволл прогремел взрыв, подстроенный «отрядом Осло», а 19 мая Сёнстебю и Грам заложили взрывчатку в здании Управления труда (норв. Arbeitskontoret), расположенном в доме 55 по улице Акерсгата, чтобы сорвать принудительную мобилизацию норвежцев. В результате взрыва в Управлении труда находившиеся там немецкие документы о занятости норвежского населения были безвозвратно уничтожены. 12 октября в результате ещё одной диверсии в районе Сёренга было взорвано нефтяное хранилище Norsk Vacuum Oil Company: сгорели 200 тысяч литров нефти, жизненно важных для Германии.

## Гибель
Осенью 1944 года Грам установил связь с несколькими лицами, которые представились как немецкие дезертиры, желавшие перебежать на сторону Сопротивления. Они заявили, что участвовали в диверсионных операциях и готовы оказать помощь в плане антифашистской пропаганды. Грам и его сослуживец Эдвард Таллаксен договорились о встрече в кафе «Олаф Рюэс» (норв. Olaf Ryes) в районе Грюнерлёкка в Осло. Однако 13 ноября 1944 года, в день назначенной встречи так называемые «дезертиры» открыли огонь по ничего не подозревавшим Граму и Таллаксену. Грам погиб на месте, а Таллаксен был взят в плен и отправлен в крепость Акерсхус, где спустя 16 суток совершил самоубийство, чтобы не выдать никого из организации. Отец Грегерса тяжело переживал гибель сына, но продолжил борьбу в составе норвежского Сопротивления и дожил до победы в войне.
Похоронен на Западном кладбище Осло.

## Память
- В дополнение к британской Воинской медали и норвежскому Военному кресту с мечом, Грам был также посмертно награждён Воинским крестом Великобритании за успешное уничтожение немецкого патрульного корабля в гавани Осло в феврале 1944 года и нападение на корабль «Монте Роза». Воинская медаль была передана его отцу 7 февраля 1945 года послом Великобритании в Швеции сэром Виктором Маллетом[12].
- В 1994 году в районе Уллерн был открыт бюст Грегерса Грама; также его имя было присвоено улице в Осло[1].
- В 2008 году в Норвегии был показан фильм «Макс Манус», роль Грама исполнил Николай Клеве Брош[15].